# Бекинсейл, Ричард
Ричард Артур Бекинсейл (англ. Richard Arthur Beckinsale; 6 июля 1947, Карлтон, Ноттингемшир — 19 марта 1979, Станингдейл, Беркшир) — британский актёр театра, кино и телевидения.

## Биография
Родился летом 1947 года в городе Карлтон (графство Ноттингемшир) в семье англо-бирманца Артура Джона Бекинсейла и англичанки Мэгги Барлоу.
В 15 лет покинул школу, чтобы сосредоточиться на обучении актёрскому мастерству. Начав его в Ноттингеме, затем Бекинсейл переехал в Лондон, где был принят в Королевскую академию драматического искусства. Завершив обучение, переехал в Кру, где играл на сцене местного репертуарного театра.
Бекинсейл дебютировал на телевидении в 1969 году, появившись в популярном сериале «Улица Коронации». Он сыграл полицейского, задерживающего престарелую героиню Вайолет Карсон. Наибольшую известность актёру принесло участие в ситкомах «Овсянка» и «Сдаётся комната».
Скончался 19 марта 1979 года от сердечного приступа.

## Личная жизнь
Был дважды женат. От первого брака с Маргарет Брэдли (1965—1971) есть дочь Саманта (род. 1966), связавшая свою жизнь с актёрством. От отношений с актрисой Джуди Лоу, официально оформленных в 1977 году, 26 июля 1973 года родилась дочь Кейт.

## Память
Первая супруга Бекинсейла Маргарет Брэдли посвятила ему книгу «Вся моя любовь, Ричард». В 2008 году издательство History Press Limited выпустило в свет 208-страничную биографию актёра «История Ричарда Бекинсейла» авторства Дэвида Клейтона и Алана Дэвиса.
В 2000 году, спустя 21 год после его смерти, на канале ITV транслировался документальный фильм «Незабываемый Ричард Бекинсейл». В нём содержались интервью с вдовой, актрисой Джуди Лоу, а также с отцом, сестрой, ближайшей школьной подругой и двумя дочерьми. Кроме того, участие в съёмках принял коллега и друг Дон Уоррингтон.